# Franco Salvia
Franco Salvia (Monopoli, 15 aprile 1954) è un regista, sceneggiatore, produttore televisivo e produttore cinematografico italiano.

## Carriera
Regista e produttore, ha studiato al Centro sperimentale di cinematografia.
Debutta come regista a Telenorba; il suo primo lungometraggio è Dedicato a una stella. Realizza in Puglia i suoi lavori cinematografici e televisivi. Ha fondato la Idotea, casa cinematografica, che produce anche programmi tv, come La baia degli Albatros, Tra sogno e realtà e altri.

## Filmografia

### Cinema
- Vento di primavera - Innamorarsi a Monopoli (2000)
- Prigionieri di un incubo (2001)
- Trappola d'autore (2009)
- Il sottile fascino del peccato (2010)

### Televisione
- Sulle orme del passato (2007) - Telefilm
- Mamma che figura (2008) - Telefilm
- Mancate verità (2011) - Fiction
- Facce a delinquere (2012) - Film TV
- Le sorelle di Monteverde (2013) - Fiction
- L'ariamara 4 (2015) - Fiction
- Quelli dell'ariamara (2016)
- Storie di vita (2017-2019) - Serie TV